# Killing Bites
Killing Bites ist eine Manga-Reihe von Shinya Murata, die seit November 2013 im Magazin Monthly Hero's des Verlages Shogakukan erscheint. Die bisher vierzehn erschienenen Bände im Tankōbon-Format wurden mit Zeichnungen von Kazasa Sumita versehen.
Eine zwölf Episoden umfassende Animeserie entstand im Studio Liden Films unter der Regie von Yasuto Nishikata. Die Serie wurde vom 13. Januar bis zum 31. März 2018 im japanischen Fernsehen gezeigt. Amazon zeigte die Serie im Simulcast.

## Handlung
Nachdem Hitomi Uzaki von einer Bande Collegestudenten angegriffen wird, bringt sie alle außer Yūya – der sichtlich geschockt ist, als er ihre Verwandlung in ein Biest und sie gegen einen Löwen auf einer verlassenen Müllabladestation kämpfen sieht – um. Diese Menschen mit der Fähigkeit, sich in Tiere zu verwandeln, werden „Brutes“ genannt. Sie sind Kämpfer, die geschaffen wurden, um die menschliche Intelligenz mit den Klauen von Bestien zu kombinieren. Die „Killing-Bites“-Kämpfe wurden seit frühester Zeit ausgetragen und stellen dabei seit jeher einen Wendepunkt der japanischen Wirtschaft dar. Hitomi wurde beauftragt, Yūya zu beschützen.

## Charaktere

### Protagonisten
Yūya Nozomo (野本 裕也, Nomoto Yūya)
Ein Student an der Universität, der von seinen Klassenkameraden gezwungen wird, Hitomi zu entführen. Nach dem Zwischenfall wird er von Reiichi genötigt, Hitomi als seine Beschützerin bei sich wohnen zu lassen. Im Gegenzug muss er als Hitomis Finanzier bei den nächsten Destroyals, einem Battle-Royale, mitmachen. Nach dem Turnier wird er aufgrund eines Befehls Reiichis schwer verwundet. Ihm werden daraufhin die Gene einer Krähe injiziert. Er begibt sich auf einen Rachefeldzug gegen diejenigen, die ihn hintergangen haben.
Hitomi Uzaki (宇崎 瞳, Uzaki Hitomi)
Ein Mädchen mit den Genen des Honigdachses, welche – anders als bei den anderen Hybriden – vererbt und nicht nachträglich injiziert wurden. Durch seine Gene stellt es sich jedem Gegner ohne Angst in den Weg, egal wie mächtig dieser erscheint. Seine Strategie, seine Gegner so zu provozieren, dass sie Hitomi zuerst attackieren, sodass Hitomi diese kontern kann, macht es zu einer unberechenbaren Gegnerin. Es hat tiefgehende Gefühle für ihren Pfleger Reiichi, was dieser schamlos ausnutzt.
Reiichi Shidō (堂 零一, Shidō Reiichi)
Er ist Hitomis Vormund. Reiichi befiehlt ihr einige Zeit lang bei Yūya zu wohnen und ihn vor Angriffen anderer Hybriden zu schützen. Er nutzt regelmäßig ihre Gefühle aus, um Hitomi zu manipulieren, ohne dabei mit der Wimper zu zucken. Die Killing-Bites-Kämpfe nutzt er als Tests für seine eigenen Forschungen. Nachdem er die Macht aller vier Zaibatsu erlangt hat, fordert er die Tötung Yūyas, da dieser zu tief in die Geschehnisse verwickelt ist.

### Zaibatsu
Yōko Mitsukado (三門 陽湖, Mitsukado Yōko)
Yōko ist die Enkelin von Yōzan. Sie glaubt, dass die Killing Bites durch Shidōs Einflüsse manipuliert wurden. Nach dem Ende des ersten Destroyals, einem Killing-Bites-Battle-Royale, verschwören sich die übrigen Zaibatsu gegen ihren Großvater und zerstören die Mitsukado-Familie. Sie wird in die Hände des Löwenhybriden Yūgo gegeben, der sie als seine persönliche Sklavin missbraucht.
Yōzan Mitsukado (三門 陽参, Mitsukado Yōzan)
Yōkos Großvater und Oberhaupt des Mitsukado-Zaibatsu. Nach seiner Ermordung wird das Mitsukado-Zaibatsu zerschlagen und die übrigen Familienclans machen unter sich die Rechte an der Hybridisierung aus.

### Hybride
Pure Inui (戌井 純, Inui Pyua)
Ein Mädchen, welchem nach einem Autounfall die DNS ihres Hundes gegeben wurde, um ihr Leben zu retten. Obwohl es zu Beginn durch seine Unerfahrenheit schwach war, nahm sich Yūya seiner an und trainierte es zu einer starken Kämpferin. Es neigt dazu, anderen Personen leichtfertig zu vertrauen, auch wenn diese sich ihm gegenüber feindselig verhalten – nur wenn sich jemand als Gefahr für Yūya erweist, zeigt es seine wahre Natur.
Tasuku Kuroi (黒井 佑, Kuroi Tasuku)
Eine Hybride, der die DNS eines Tasmanischen Teufels verabreicht wurde. Ihr Traum ist es, stärker als Hitomi, welche sie als Idol verehrt, zu werden. Sie ist eine der wenigen Hybride, die es geschafft haben, Hitomi im Kampf schwere Wunden zuzufügen.
Haiji Gotō (護藤 ハイジ, Gotō Haiji)
Eine Steinbockhybride mit einem apathischen Charakter. Seit ihrer Kindheit fühlt sie sich an hoch gelegenen Orten wohl. Seit ihrem Zusammentreffen mit Hitomi in jungen Jahren ist sie mit dieser befreundet. Durch ihre Agilität und die Steinbock-DNS ist sie in der Lage, steilste Erhebungen mit Leichtigkeit zu erklimmen.
Eruza Nakanishi (中西 獲座, Nakanishi Eruza)
Eine Gepardhybride und die jüngere Schwester von Taiga, die auf Schnelligkeitsangriffe spezialisiert ist und dem Yatsubishi-Zaibatsu untergeordnet ist. Sie verliert das erste Killing-Bites-Turnier gegen Ui auf eine unerwartete Weise und will sich an ihr deswegen rächen.
Ui Inaba (稲葉 初, Inaba Ui)
Ein ängstliches Mädchen, dem die DNS eines Hasen verabreicht wurde. Entgegen seiner eigentlich ängstlichen und tollpatschigen Natur nimmt es gemeinsam mit Okajima und Hitomi am ersten Killing-Bites-Turnier für das Ishida-Zaibatsu teil.
Kaori Rikujō (六条 香織, Rikujō Kaori)
Eine Hybride, die die DNS der Zibetkatze erhielt. Sie ist in der Lage, durch Verströmen eines Aphrodisiakums ihre Gegner kampfunfähig zu machen. Sie untersteht dem Yatsubishi-Zaibatsu.
Kaede Kazama (風間 楓, Kazama Kaede)
Eine Geckohybride mit sadistischer Natur. Sie gehört dem Sumitomo-Zaibatsu an und nahm an dem ersten Killing-Bites-Turnier teil, wo sie gegen Tiger verlor und knapp überleben konnte.
Nodoka Uzaki (宇崎のどか, Uzaki Nodoka)
Eine Menschenhybride, die durch die Experimente von Reiichi Shidō erschaffen wurde, nachdem er einem südamerikanischen Faultier menschliche DNS injiziert hatte. Durch dieses Experiment erhielt sie die Intelligenz des Menschen, sie hat aber noch Eigenschaften des Faultiers. In einem weiteren Experiment wurde ihr die DNS eines Megatheriums, eines prähistorischen Ahnen des Faultiers, gegeben, sodass Nodoka die erste Hybride mit drei verschiedenen DNS ist. Sie wird bei dem zweiten Killing-Bites-Kampfturnier heimlich von den Zaibatsu in den Ring geschickt, um ihre wahre Stärke zu testen.
Ichinosuke Okajima (岡島 壱之助, Okajima Ichinosuke)
Ein Nilpferdhybrid, der dem Ishida-Zaibatsu angehört und zeitweise bei Yūya untergebracht war.
Taiga Nakanishi (中西 獲座, Nakanishi Taiga)
Ein Tigerhybrid und der ältere Bruder von Eruza. Er repräsentiert das Yatsubishi-Zaibatsu und sieht Yugō, den Löwen, als persönlichen Rivalen.
Takeshi Kido (城戸, 剛 Kido Takeshi)
Ein Schuppentierhybrid, der sehr naturverbunden ist und gegen Gegner, die sich der Natur gegenüber respektlos verhalten, besonders grausam vorgeht. Er repräsentiert das Mitsukado-Zaibatsu.
Shōta Yabe (矢部 正太, Yabe Shōta)
Ein Brille tragender Junge, dem Gene des Gorillas injiziert wurden. Er gehört zum Mitsukado-Zaibatsu.
Jerome Hongō (ジェロム 本郷, Jeromu Hongō)
Ein Hybrid mit den Genen eines Grizzlybären, der auf Sumōtechniken spezialisiert ist und dem Mitsukado-Zaibatsu angehört.
Den Ōnuma (大沼 電, Ōnuma Den)
Ein Kobrahybride mit sadistischer Veranlagung. Er liebt es, weibliche Hybride sexuell zu missbrauchen, während er sich in seiner Biestform befindet. Den gehört dem Sumitomo-Zaibatsu an.
Ryūji Shiina (椎名 竜次, Shiina Ryūji)
Ein Krokodilhybride, der dem Sumitomo-Zaibatsu unterstellt ist.
Yūgo Tani (谷 優牛, Tani Yūgo)
Ein Mann mit eingepflanzten Genen des Löwen. Während er im Kampf rücksichtslos ist, zeigt er außerhalb der Killing-Bites-Kämpfe einen eher freundlichen Charakter. Er untersteht dem Mitsukado-Zaibatsu.

### Weitere Charaktere
Mai Shinozaki (篠崎 舞, Shinozaki Mai)
Mai Shinozaki ist die Aufseherin der Killing-Bites-Kämpfe.
Oshie Nodoguro (乃塒 押絵, Nodoguro Oshie)
Ein Nebencharakter, der lediglich in den Schlusssequenzen nach dem Abspann in Erscheinung tritt. Oshie ist in Hitomi verliebt und wird mit einer ähnlichen Verhaltensweise wie die des Großen Honiganzeigers, einer Vogelart, die mit Honigdachsen zusammenarbeitet und diese zu Bienennestern führt, dargestellt. Am Ende wird sie üblicherweise in Anwesenheit von Hitomi verletzt. Der abschließende Satz des Erzählers, dass „Oshie keine Hybride sei“, ist ein Running Gag des Anime.

## Umsetzungen

### Manga
Killing Bites wird seit dem 30. November 2013 von dem Mangaka Shinya Murata geschrieben. Die Zeichnungen stammen von Kazasa Sumita, der bereits Illustrationen für den Manga Witchblade Takeru – einer Adaption der Witchblade-Reihe – anfertigte. Die Manga-Reihe erscheint im Monthly-Hero’s-Magazin des Verlages Shogakukan und wurde in bisher 23 Bänden im Tankōbon-Format herausgebracht (Stand: Juli 2024).
Der Manga erscheint seit 2015 bei Carlsen Manga in bisher 22 Bänden auf Deutsch (Stand August 2025) und stellt damit das Deutschlanddebüt des Mangakas Murata dar.

### Anime
Eine zwölf Episoden umfassende Animeserie wurde durch Studio Liden unter der Regie von Yasuto Nishikata realisiert. Das Drehbuch stammt von Aoi Akashiro, während die Musik von Yasuharu Takanashi komponiert wurde. Das Charakterdesign wurde von Kazuo Watanabe entworfen.
Das Lied im Vorspann heißt Killing Bites und wurde von der Rockband fripSide eingesungen; der Abspanntitel Kedamono Damono wurde von Kitsunetsuki eingespielt.
Die Serie wurde zwischen Januar und März 2018 unter anderem bei MBS, TBS und BS-TBS in Japan gezeigt, während Amazon die Serie in der Director’s-Cut-Version im Simulcast zeigte. Die ersten beiden Episoden wurden am 29. Dezember 2017 vorab im UDX-Theater in Tokio gezeigt.
In Japan wurde die Serie in vier DVD-/Blu-ray-Boxen mit je drei Episoden veröffentlicht.

#### Synchronisation
| Rolle              | Japanische Stimme (Seiyū) |
| ------------------ | ------------------------- |
| Yūya Notomo        | Wataru Hatano             |
| Hitomi Uzaki       | Sora Amamiya              |
| Reiichi Shidō      | Rikiya Koyama             |
| Ui Inaba           | Sumire Uesaka             |
| Eruza Nakanishi    | Maaya Uchida              |
| Yōko Mitsukado     | Megumi Han                |
| Yōzan Mitsukado    | Hidekatsu Shibata         |
| Okajima Ichinosuke | Tōru Ōkawa                |
| Taiga Nakanishi    | Yūichi Nakamura           |
| Yūgo Tani          | Yūki Ono                  |
| Mai Shinozaki      | Chinatsu Akasaki          |
| Kaori Rikujō       | Yū Asakawa                |
| Kaede Kazama       | Takako Honda              |
| Oshie Nodoguro     | Sayaka Harada             |
| Takeshi Kido       | Ryōkan Koyanagi           |
| Den Ōnuma          | Hiroyuki Yoshino          |
| Ryūji Shiina       | Katsuyuki Konishi         |

### Videospiel
Im Jahr 2015 kündigte der Spieleentwickler Nex Entertainment ein Multiplayer-Spielprojekt für das Frühjahr 2016 an. Nach der Zerschlagung des Entwicklers wurde die Veröffentlichung zunächst verschoben und im Jahre 2017 die Entwicklung des Spiels gestoppt. Das Spiel sollte für die PlayStation 4 und die PlayStation Vita erscheinen.